# Cantonul Vic-sur-Seille
Cantonul Vic-sur-Seille este un canton din arondismentul Château-Salins, departamentul Moselle, regiunea Bretania, Franța.

## Comune
| Comune            | Populație (1999) | Cod poștal | Cod INSEE |
| ----------------- | ---------------- | ---------- | --------- |
| Bezange-la-Petite | 94               | 57630      | 57077     |
| Bourdonnay        | 258              | 57810      | 57099     |
| Donnelay          | 194              | 57810      | 57183     |
| Juvelize          | 87               | 57630      | 57353     |
| Lagarde           | 178              | 57810      | 57375     |
| Ley               | 105              | 57810      | 57397     |
| Lezey             | 98               | 57630      | 57399     |
| Maizières-lès-Vic | 508              | 57810      | 57434     |
| Marsal            | 252              | 57630      | 57448     |
| Moncourt          | 79               | 57810      | 57473     |
| Moyenvic          | 376              | 57630      | 57490     |
| Ommeray           | 107              | 57810      | 57524     |
| Vic-sur-Seille    | 1.336            | 57630      | 57712     |
| Xanrey            | 116              | 57630      | 57754     |